# RPWL
RPWL ist eine Musikgruppe aus Freising. Der Name der Band setzt sich aus den Anfangsbuchstaben der Erstbesetzung der Musiker zusammen. Gründungsmitglieder sind: Phil Paul Risettio (Schlagzeug), Chris Postl (Bass), Kalle Wallner (Gitarre) und Yogi Lang (Gesang und Keyboard). Die Musik von RPWL ist am ehesten dem Progressive Rock oder dem Artrock zuzuordnen.

## Geschichte
Die Band ist aus der Gruppe Violet District hervorgegangen, der Kalle Wallner und Chris Postl sowie das spätere Band-Mitglied Stephan Ebner angehörten und bei der Yogi Lang als Produzent und Gastmusiker mitgewirkt hatte. Nachdem die RPWL-Gründungsmitglieder bereits 1996 in einer namenlosen Band zusammengespielt hatten, wurde RPWL 1997 als Pink-Floyd-Coverband gegründet. Hierfür war dienlich, dass die Stimme von Yogi Lang der des Pink-Floyd-Hauptsängers David Gilmour sehr ähnlich ist. Jedoch entwickelte RPWL schnell einen eigenen Stil und veröffentlichte bislang 15 Alben. Gewisse Einflüsse der Musik von Pink Floyd sind dennoch bis heute zu erkennen.
Nachdem die Erstbesetzung der Gruppe im Jahr 2000 das Album God Has Failed veröffentlicht hatte, war der Bandname schon Makulatur, da mit Chris Postl das „P“ die Band verließ. Ersetzt wurde er durch Stephan Ebner. Zusätzlich stieß noch Andreas Wernthaler als zweiter Keyboarder zur Gruppe. In dieser Besetzung wurden die Alben Trying to Kiss the Sun (2002) und Stock (2003) eingespielt. Danach änderte sich die Besetzung erneut. Neben Andreas Wernthaler stieg auch Phil Paul Risettio und damit das „R“ aus der Band aus. Letzterer wurde von Manni Müller als neuem Schlagzeuger abgelöst. Diese Formation spielte das 2005 erschienene Album World Through My Eyes ein, auf dem Stiltskin- und Ex-Genesis-Sänger Ray Wilson den Gesangspart bei dem Lied Roses übernahm. Das Album gibt es sowohl als herkömmliche Audio-CD, als auch als Hybrid-SACD.
Bei der anschließenden Europatournee hatte Gründungsmitglied und Rückkehrer Chris Postl den Bass wieder von Stephan Ebner übernommen. Postl hatte den Kontakt zur Gruppe nie verloren und an allen nach seinem Ausscheiden veröffentlichten Alben als Gastmusiker mitgewirkt. Weitere Unterstützung erfuhr die Gruppe bei der Tournee durch den Keyboarder Markus Jehle, der bis zu seiner offiziellen Band-Mitgliedschaft im Jahr 2009 seitdem ständiger Tour-Keyboarder der Gruppe war. Im Oktober 2005 erschien das Live-Doppelalbum Start the Fire. Es enthält Material der Tour, bei der die Band u. a. beim WDR-Rockpalast gastierte. Auch auf dem Live-Album wirkt Ray Wilson als Gastsänger mit. Zusätzliche Songs von der Tournee sind 2007 auf dem Album 9 veröffentlicht worden. Nach dem Vorbild von Pink Floyds Ummagumma-Album enthält 9 eine Live-Hälfte mit Liedern der Band und eine Studio-Hälfte mit je einer Komposition jedes Bandmitglieds.
2008 kam das Album The RPWL Experience auf den Markt. Nach dessen Erscheinen änderte sich wieder die Besetzung. Nachfolger von Manni Müller am Schlagzeug wurde Marc Turiaux. 2009 veröffentlichte die Gruppe Aufnahmen der Experience-Tour unter dem Titel The RPWL Live Experience, die sowohl als Doppel-CD, als DVD als auch als kombinierte CD/DVD-Box erschienen sind.
2010 erschien das Album The Gentle Art of Music zum 10-jährigen Jubiläum der ersten Albumveröffentlichung der Band auf dem neuen bandeigenen Label Gentle Art of Music. Als Gastsänger ist erneut Ray Wilson zu hören. Bei dem Album handelt es sich um eine Doppel-CD, die erste CD ist eine Best-of, auf der zweiten befinden sich alte Songs im neuen – akustischen – Gewand mit zahlreichen Gastmusikern. 2010 hat sich auch das Band-Karussell erneut gedreht. Die Band und Bassist Chris Postl haben sich aus persönlichen Gründen erneut getrennt. Nachfolger ist der österreichische Bassist und Sänger Werner Taus.
2012 veröffentlichte die Band ihr erstes Konzeptalbum Beyond Man and Time, das sowohl als normale Ausführung als auch als limitierte Bonus-Edition mit Hörbuch erschienen ist. Das Konzept ist eine musikalische Reise durch die Welt außerhalb von Platons Höhle.
Am 22. Februar 2013 ließen RPWL in Kattowitz, Polen, eine „Beyond Man and Time“-Show für eine Live-DVD und Live-Doppel-CD aufnehmen, die im September 2013 unter dem Titel A Show Beyond Man and Time erschienen.
Am 14. März 2014 folgte das Konzeptalbum Wanted, das eine Fortsetzung von Beyond Man and Time darstellt. Es ist in drei Versionen erhältlich – als Einzel-CD, als „Limited Edition“-CD+DVD mit 5.1 Audio-Surround Mix und als Vinyl-Doppel-Album. Anlässlich des Erscheinens des Albums hat die Band ein offizielles Musikvideo zur ersten Single Swords and Guns veröffentlicht, das nach Aussage der Band „zeigt wie die Story des Albums vor vielen hundert Jahren begann“.
Danach wurde sich auf die Veröffentlichung von Live-Alben konzentriert; drei der vier folgenden Alben enthalten ausschließlich Liveaufnahmen. Zudem wurde am 31. Oktober 2015 eine Wanted-Show mit dem Titel A New Dawn für eine spätere DVD-Veröffentlichung aufgezeichnet. Bei der Show handelte es sich um eine Mischung aus Rockkonzert, Multimedia-Event und Theateraufführung. Beteiligt daran waren neben den Musikern selbst rund 50 Schauspieler und Komparsen. Sie wurde am 14. Juli 2017 auf Blu-ray Disc, DVD, Doppel-CD sowie Triple-LP veröffentlicht und stieg auf Platz 100 der deutschen Albumcharts und auf Platz 10 der deutschen Musikvideocharts ein.
Am 22. März 2019 veröffentlichte die Band das Album Tales from Outer Space, das auch als limitierte Fanbox erschienen ist. Es stieg auf Platz 49 der deutschen Albumcharts ein. Vor den Aufnahmen zu diesem Album war Werner Taus ausgestiegen und Kalle Wallner spielte neben der Gitarre auch den Bass ein. Auf der anschließenden Tour übernahm Sebastian Harnack den Part des Bassisten, der auch auf dem Live-Album Live From Outer Space (2019) zu hören ist. Nach wechselnden Aushilfs-Besetzungen wurde Markus Grützner 2022 offiziell als neues, festes Bandmitglied vorgestellt. Dafür entschied sich der langjährige Keyboarder Markus Jehle im gleichen Jahr, die Band zu verlassen. Ein Nachfolger wurde bisher nicht vorgestellt.

## Pink-Floyd-Coverband
Obwohl die Band ihren eigenen Stil pflegt und nicht mehr als Pink-Floyd-Coverband bezeichnet werden kann, besteht bis heute weiterhin eine Verbindung zur Musik von Pink Floyd. So befindet sich auf dem Album Stock mit Opel ein Song des ersten Pink-Floyd-Kopfes Syd Barrett. Während des Bestehens der Band tauchten immer wieder Songs von Pink Floyd im Live-Repertoire der Band auf, was durch die Pink-Floyd-Songs Cymbaline und Welcome to the Machine auf ihrem Live-Album aus dem Jahr 2005 belegt wird. Auch das Live-Album von 2009 enthält mit Opel und Biding My Time zwei Songs von Syd Barrett bzw. Pink Floyd. Zwischen August und Oktober 2009 hat die Gruppe sogar mehrere Konzerte bestritten, auf denen ausnahmslos Songs von Pink Floyd gespielt wurden; die Setlist entsprach – ergänzt um den Song Biding My Time – der von der „In The Flesh“-Tour von Pink Floyd aus dem Jahr 1977. Zudem hat die Band 2014 bei drei Gelegenheiten – u. a. beim Burg-Herzberg-Festival – Pink-Floyd-Special-Konzerte aufgeführt, die zur Hälfte aus weniger bekannten Songs von Pink Floyd bestanden. Während ihrer Herbst-Tour 2015 führten sie außerdem die Pink-Floyd-Konzeptshow The Man and the Journey aus dem Jahr 1969 auf. 2015 wurde das Album RPWL plays Pink Floyd veröffentlicht, das ausschließlich Live-Aufnahmen von Pink-Floyd-Titeln enthält. Schließlich ist am 28. Oktober 2016 das Album RPWL Plays Pink Floyd’s ‘The Man and the Journey’ zur 2015 aufgeführten Show erschienen.

## Soloprojekte

### Blind Ego

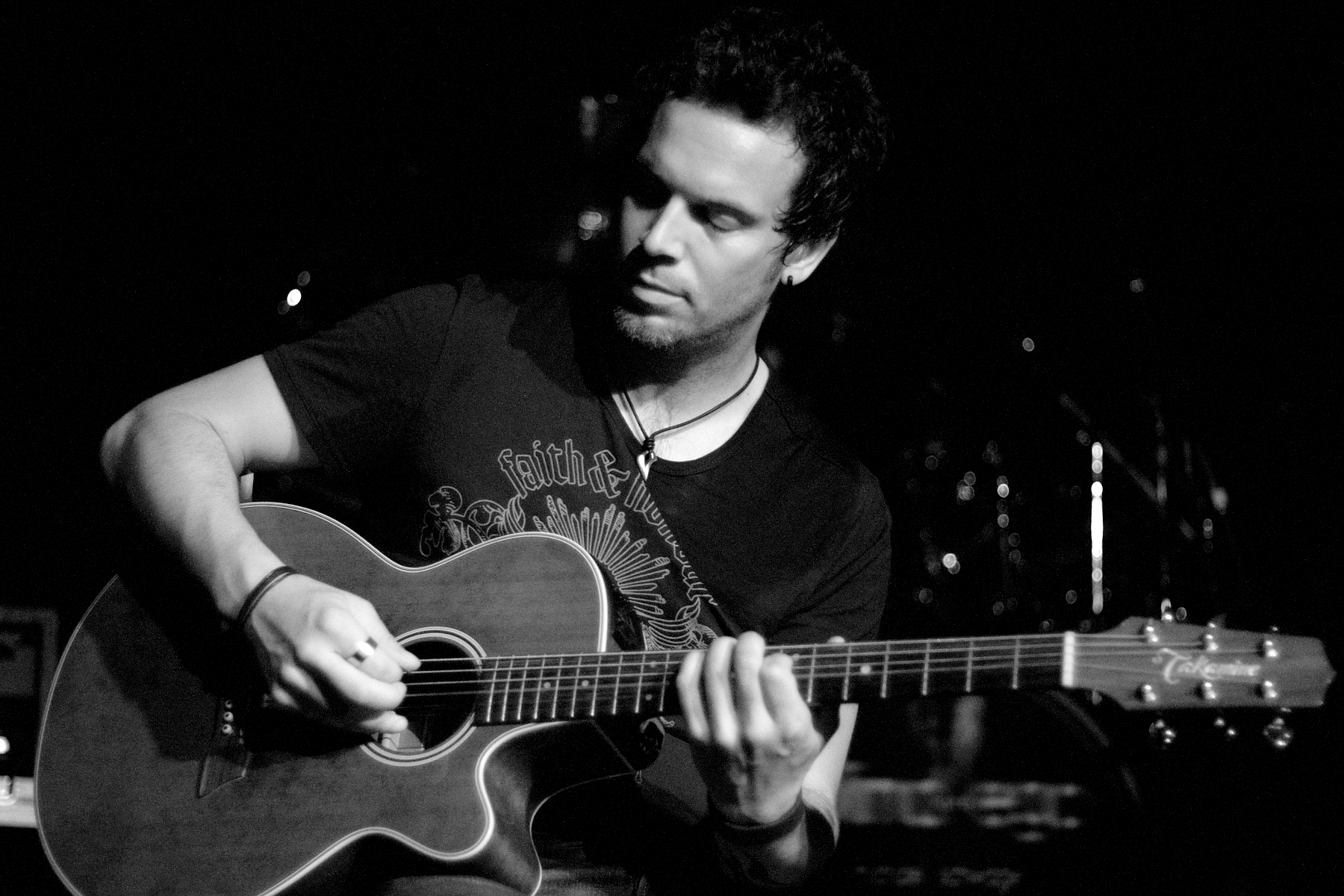
Kalle Wallner 2009 (Blind Ego)

Neben seiner Beteiligung an RPWL formierte Gitarrist Kalle Wallner unter dem Namen „Blind Ego“ ein Soloprojekt und veröffentlichte bislang vier von Yogi Lang produzierte Alben, nämlich Mirror (2007), Numb (2009), Liquid (2016) und Preaching to the Choir (2020). Auf dem Album Mirror singen John Mitchell (It Bites) und Paul Wrightson (Ex-Arena), auf dem Album Numb erneut Paul Wrightson und auf dem Album Liquid Arno Menses (Subsignal), Erik Ez Blomkvist (Ex-Dreamscape) und Aaron Brooks (Simeon Soul Charger). Bassist auf den ersten beiden Alben war John Jowitt (IQ / Arena / Frost*). Auf Numb wirkt Sepultura-Schlagzeuger Igor Cavalera mit. Beim Album Liquid hat Kalle Wallner zudem u. a. musikalische Unterstützung von Schlagzeuger Michael Schwager (ex-Dreamscape) und dem Bass-Trio Sebastian Harnack (Sylvan), Ralf Schwager (Subsignal) und Heiko Jung (Panzerballett) bekommen. Auf allen Studio-Alben wirkt auch Yogi Lang als Gastmusiker mit. Am 10. November 2017 ist das Live-Album Liquid Live von Blind Ego erschienen, das die CD Live at Loreley und die DVD Live at Logo Hamburg enthält, bei dem die RPWL-Mitglieder Yogi Lang und Markus Jehle als Toningenieure beteiligt waren. Am 14. Februar 2020 erschien das zweite Studioalbum mit dem Titel Preaching to the Choir auf dem RPWL-Label Gentle Art of Music. Auf diesem erscheint der bereits auf der Liquid-Live-Tour aushelfende Sänger Scott Balaban als festes Mitglied der Band.

### Kalle Wallner
2022 veröffentlichte Kalle Wallner das größtenteils instrumentale Album Voices unter eigenem Namen. Daran mitgewirkt haben auch Arno Menses, Marco Minnemann und Yogi Lang.

### Parzivals Eye
Im Jahr 2009 erschien das erste Album des Soloprojekts des früheren RPWL-Bassisten Chris Postl namens „Parzivals Eye“ mit dem Titel Fragments. Es enthält als Bonustrack ein Lied des RPWL-Albums 9 (Another Day). Postl spielt auf dem Album neben dem gewohnten Bass auch Gitarre sowie Keyboard und singt. Unterstützt wird er von RPWL-Kollege Yogi Lang, der ebenfalls Keyboard spielt. Prominente Mitmusiker sind Ian Bairnson, der langjährige Gitarrist von Alan Parsons Project und Pilot, sowie als Gastsänger Christina Booth (Magenta) und Alan Reed (Pallas). Im April 2015 erschien das zweite Album Defragments. Erneut sind Christina Booth und Ian Bairnson vertreten. Chris Postl wird vom früheren RPWL-Schlagzeuger Phil Paul Rissettio unterstützt.

### Yogi Lang & Band
2010 wurde das erste Soloalbum von Yogi Lang & Band No Decoder veröffentlicht. Begleitet wird Yogi Lang auf dem Album u. a. von Ex-RPWL-Schlagzeuger Manni Müller, Guy Pratt (Pink Floyd, Roxy Music) am Bass und Torsten Weber (The Doors of Perception) an der Gitarre. Bei einem Lied wirkt Kalle Wallner als Gast mit. Als Gastsänger ist Dominique Leonetti (Lazuli) zu hören. 2019 erschien das zweite Album mit dem Titel A Way out of Here. Beim Song Freedom of the Day wirkte erneut Guy Pratt mit.

## Diskografie

### RPWL

#### Studioalben
- 2000: God Has Failed (Tempus Fugit)
- 2002: Trying to Kiss the Sun (Tempus Fugit/Point Music)
- 2003: Stock (Tempus Fugit/SPV/InsideOut; CD und DVD)
- 2005: World Through My Eyes (Tempus Fugit/SPV/InsideOut; als Audio-CD und Hybrid SACD/CD mit Bonus-Track erschienen)
- 2007: 9 (Eigenvertrieb; Limited Edition - 999 Exemplare)
- 2008: The RPWL Experience (Tempus Fugit/SPV/InsideOut)
- 2010: The Gentle Art of Music (Gentle Art of Music/Soulfood/BMG; Doppel-CD)
- 2012: Beyond Man and Time (Gentle Art of Music/Soulfood/BMG; als Audio-CD und als limitierte Doppel-CD mit Hörbuch erschienen)
- 2014: Wanted (Gentle Art of Music; als Audio-CD und als limitierte Doppel-CD+DVD-Box sowie als Vinyl-Doppel-Album erschienen)
- 2019: Tales from Outer Space (Gentle Art of Music; als Audio-CD und als limitierte Fanbox erschienen)
- 2023: Crime Scene (Gentle Art of Music)

#### Livealben
- 2005: Start the Fire (Tempus Fugit/SPV/InsideOut; Live-Aufnahme, Doppel-CD)
- 2009: The RPWL Live Experience (Metal Mind Productions; Live-Aufnahme, als Doppel-CD, DVD und Doppel-CD+DVD-Box erschienen)
- 2013: A Show Beyond Man and Time (Metal Mind Productions; Live-Aufnahme, als Doppel-CD und DVD erschienen)
- 2015: RPWL plays Pink Floyd (Gentle Art of Music; Live-Aufnahmen)
- 2016: RPWL Plays Pink Floyd's 'The Man And The Journey'  (Gentle Art of Music; Live-Album bestehend aus CD und DVD)
- 2017: A New Dawn (Gentle Art of Music; Live-Album, veröffentlicht als Blu-Ray, DVD, Doppel-CD, Triple-Vinyl und als limitierte Sammlerbox)
- 2019: Live From Outer Space (Gentle Art of Music; Live-Album, veröffentlicht als Blu-Ray, DVD, Doppel-CD und Vinyl)
- 2021: God Has Failed | Live & Personal (Gentle Art of Music; Live-Album, veröffentlicht als Blu-Ray, DVD, CD und Vinyl)

#### Beiträge auf Kompilationen
- 2000: Signs of Life (Angular Records) – Pink-Floyd-Tribute Sampler, ein Lied von RPWL (Cymbaline)
- 2001: More Relics (Sysyphus Records) – Pink-Floyd-Tribute Sampler, ein Lied von RPWL (Fat Old Sun)

#### Musikvideos
- 2008: Breathe In, Breathe Out (Veröffentlichung auf YouTube)
- 2010: Cake (Veröffentlichung auf YouTube)
- 2010: Silenced, unplugged at TV Limburg (Veröffentlichung auf YouTube)
- 2012: Unchain the Earth (Veröffentlichung auf YouTube)
- 2012: The Noon (Veröffentlichung auf YouTube)
- 2013: Somewhere in Between (Veröffentlichung auf YouTube)
- 2014: Swords and Guns (single version) (Veröffentlichung auf YouTube)
- 2017: Misguided Thought (live) (Veröffentlichung auf YouTube)
- 2019: A New World (Veröffentlichung auf YouTube)
- 2019: What I Really Need (Veröffentlichung auf YouTube)
- 2019: Light of the World (live) (Veröffentlichung auf YouTube)
- 2022: Far Away from Home (Veröffentlichung auf YouTube)
- 2022: In your Dreams (Veröffentlichung auf YouTube)
- 2023: Victim of Desire(Veröffentlichung auf YouTube)
- 2023: A Cold Spring Day in '22 (Veröffentlichung auf YouTube)

### Violet District
- 1992: Terminal Breath (Eigenvertrieb)
- 2000: Terminal Breath (Tempus Fugit; Neubearbeitung des Albums aus dem Jahr 1992 mit Live-CD aus dem Jahr 1996)
- 2010: Terminal Breath (Gentle Art of Music/Soulfood; Wiederveröffentlichung auf Vinyl)

### Blind Ego

#### Alben
- 2007: Mirror (Red Farm Records/Farmlands Music; 2011 remastert, Gentle Art of Music/Soulfood, enthält zwei zusätzliche Bonustracks)
- 2009: Numb (Red Farm Records/Farmlands Music; 2011 remastert, Gentle Art of Music/Soulfood, enthält einen zusätzlichen Bonustrack)
- 2016: Liquid (Gentle Art of Music/Soulfood/BMG)
- 2017: Liquid Live (Gentle Art of Music/Soulfood), enthält die CD Live at Loreley und die DVD Live at Logo Hamburg
- 2020: Preaching to the Choir (Gentle Art Of Music/Soulfood)
- 2024: The Hunting Party (Gentle Art Of Music/Soulfood)

#### Musikvideos
(alle veröffentlicht auf YouTube)
- 2016: Blackened (Regie: Sebastian Harnack)
- 2017: Live at Logo, Hamburg (full concert)
- 2017: Blind Ego – From Idea To Reality: The Story So Far
- 2020: Massive
- 2020: Burning Alive
- 2024: In a Blink of an Eye

### Parzivals Eye
- 2009: Fragments (Red Farm Records/Farmlands Music)
- 2015: Defragments (Gentle Art of Music/Soulfood)

### Yogi Lang & Band

#### Alben
- 2010: No Decoder (Gentle Art of Music)
- 2019: A Way Out Of Here (Gentle Art of Music)

#### Musikvideos
- 2010: Can’t Reach You (Veröffentlichung auf YouTube)
- 2010: Sacrifice (Veröffentlichung auf YouTube)
- 2019: A Way out of Here (Veröffentlichung auf YouTube)
- 2019: Shine On Me (Veröffentlichung auf YouTube)